# Entex Select-A-Game
Entex Select-a-game是由Entex Industries於1981年發售的掌上遊戲機。它的生命週期十分短，總共只有6款遊戲發售。

## 簡介
Select-A-Game使用7×16的真空熒光顯示器為主要顯示器，並能夠顯示2種顏色：紅色及藍色。而每款遊戲會在顯示器加上標示。主機本身沒有任何處理器，而遊戲需要靠安裝在卡帶上的微處理器來進行。
主機的電源可以由4枚C型電池提供，也可以使用外部電源供應器。但是電源供應器在當時需要經郵件購買，以現在來說難以入手，而使用交流適配器也可以令主機正常運作。

## 遊戲列表
- Space Invaders 2（太空侵略者2，與主機同時發售）
- Basketball 3（籃球3）
- Football 4（足球4）
- Pinball（彈珠台）
- Baseball 4（棒球4）
- Pac-Man 2（食鬼2，只有少量發售，因為被當時持有食鬼掌上遊戲機版權的Coleco控告侵犯版權）
- Battleship（海戰，沒有發售）
- Turtles（烏龜）[1][2]